# Niederbach (Fischbach)
Der Niederbach ist ein ganzjähriges Fließgewässer im Karwendel auf dem Gebiet der Soierngruppe.
Er entsteht auf der Grasbergalm südwestlich des Sattels zwischen Pfetterkopf und Untergrasberg nahe an der Leininghütte und fließt ungefähr südostwärts. Am Unterlauf fließt bei der Niederbachlalm auf etwa 1075 m ü. NHN von rechts der Lerchenbach zu, dessen Länge auf längstem Strang die des Niederbachs bis dorthin etwas übertrifft. Zuletzt passiert er eine kurze Klause, dann mündet er von links in den Fischbach, kurz vor dem Seekargraben, der gegenüber vom Fermerkopf herabläuft.